# Agneta de Graeff van Polsbroek

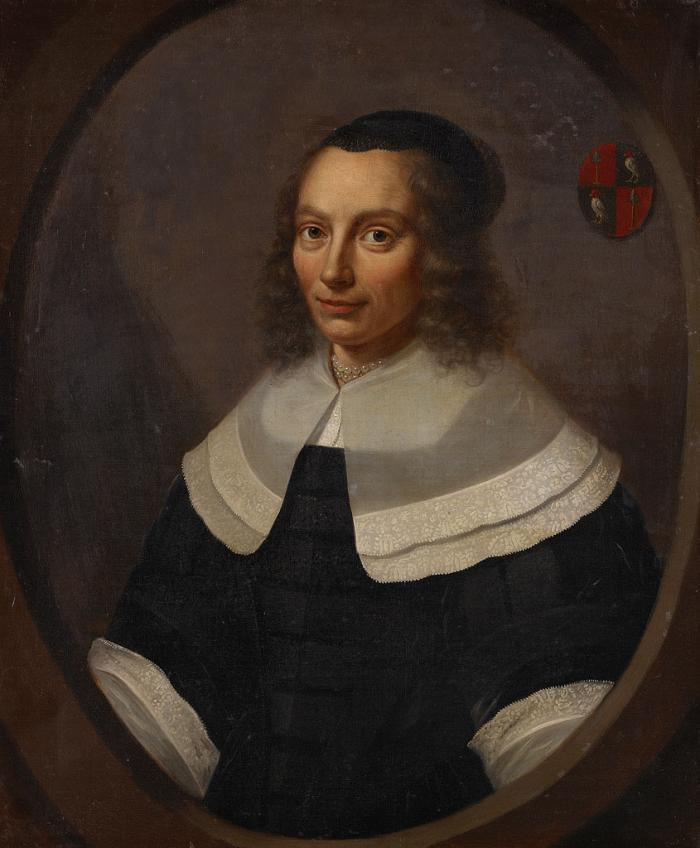
Agneta de Graeff van Polsbroek, na haar dood geschilderd (ca. 1663/64) door Wallerant Vaillant

Agneta de Graeff van Polsbroek (Amsterdam, 10 november 1603 - aldaar 3/4 maart 1656) was afkomstig uit het regentengeslacht De Graeff. Zij was de schoonmoeder van raadpensionaris Johan de Witt.
Agneta was de dochter van Jacob Dircksz de Graeff en Aaltje Boelens Loen (?-1620). Zij was een zuster van Cornelis en Andries de Graeff. Zij trouwde op 18 november 1625 met Jan Bicker (1591-1653). Het echtpaar kreeg onder anderen twee dochters, Wendela en Jacoba Bicker. Wendela zou trouwen met Johan de Witt en Jacoba met haar neef Pieter de Graeff. Het echtpaar Bicker-De Graeff bewoonde diverse buitenhuizen zoals De Eult in Baarn, Akerendam en Duynwijck in Beverwijk. Binnen de stad Amsterdam hadden zij de beschikking over een pand op het Bickerseiland. Bicker had het eiland in 1631 gekocht en liet er een enorm huis met een hoge toren bouwen zodat hij zijn schepen kon zien aankomen.
Haar portret behoort tot de collectie van het Rijksmuseum. Het portret wordt toegeschreven aan Wallerant Vaillant.
Agneta's grafkapel bevindt zich in de Amsterdamse Westerkerk bij haar overleden man Johan Bicker.